# NGC 6347
NGC 6347 (również IC 1253, PGC 60086 lub UGC 10807) – galaktyka spiralna z poprzeczką (SBb), znajdująca się w gwiazdozbiorze Herkulesa. Odkrył ją Truman Safford w 1866 roku.